# Pyramidella mexicana
Pyramidella mexicana är en snäckart som beskrevs av Dall och Bartsch 1909. Pyramidella mexicana ingår i släktet Pyramidella och familjen Pyramidellidae. Inga underarter finns listade i Catalogue of Life.